# Barreiros (Póvoa de Varzim)

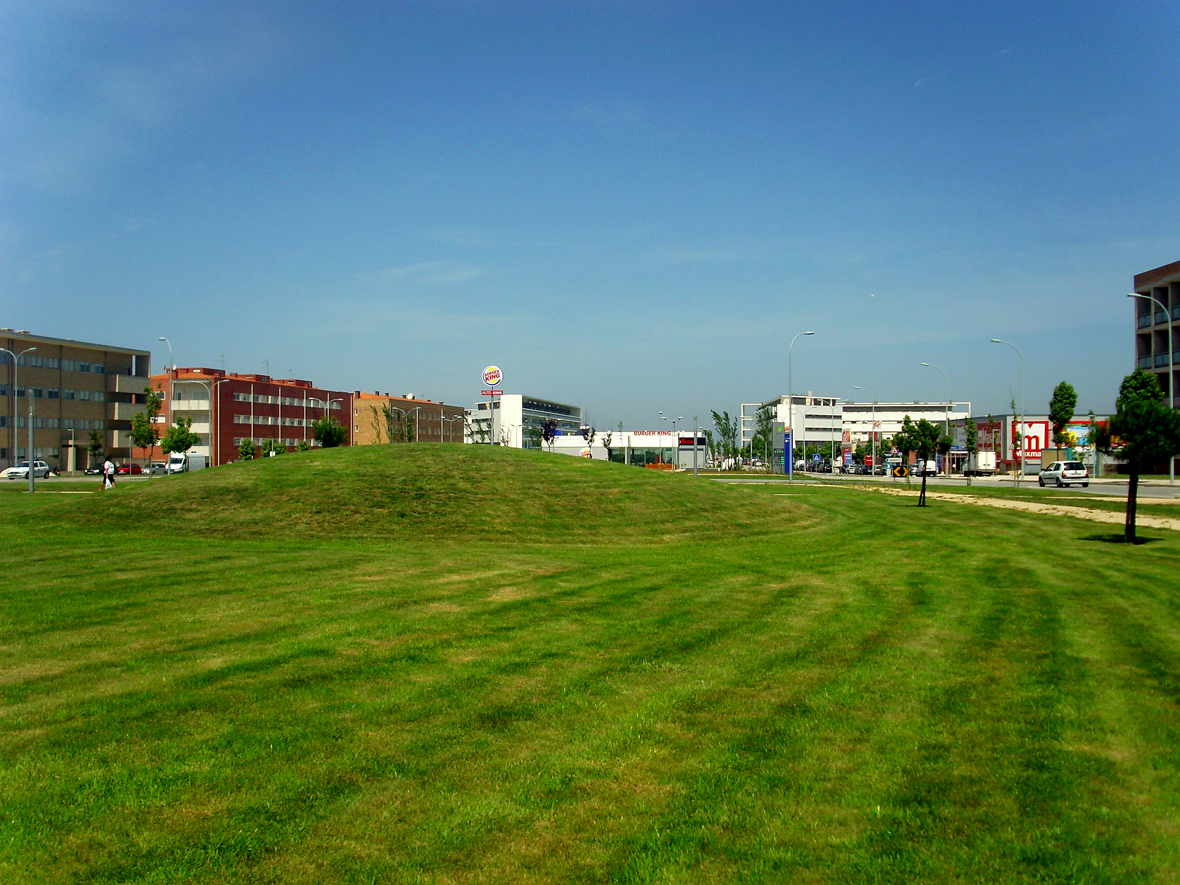
Avenida 25 de Abril.

Barreiros es un barrio situado en el interior norte de la ciudad de Póvoa de Varzim, en la parte Barreiros/Moninhas.
Barreiros y Moninhas limitan al norte con el Parque da Cidade, al sur limitan con la parte Matriz/Mariadeira, al oeste con el Bairro Norte y zona Centro y al este con Giesteira.
Barreiros aparece por primera vez en una escritura de venta de 1577: "metade da bouça chamada de Barreiros que está no termo desta villa..." En el siglo XVI, este lugar era un extenso territorio de cultivos.
Barreiros es actualmente un barrio con una fuerte expansión urbana, cuya nuevo centro neurálgico es la Avenida 25 de Abril. El Centro Desportivo e Cultural de Barreiros fue constituido en 1982. En este barrio se sitúan varios equipamientos municipales, tales como el Auditorio Municipal y el Pabellón Municipal.
- Datos: Q524548